# الياشير (ولاية برج بوعريريج)
اليشير، إحدى بلديات دائرة مجانة بولاية برج بوعريريج الجزائرية، تقع على الطريق الوطني رقم 5 يحدها شمالا بلدية مجانة وغربا بلدية المنصورة وجنوبا بلدية القصور والعش ومن الجهة الشرقية بلدية البرج.
تقع بلدية الياشير غرب ولاية برج بوعريريج، وتبعد عن الولاية ب 12 كلم يمر بها الطريق الوطني رقم 5 الرابط بين البرج والجزائر. وعلى الطريق السريع شرق غرب وهي من البلديات  التي انبثقت إثرى التقسيم الإداري الأخير لسنة 1984 .
وتتربع على مساحة إجمالية تقدر بـ  315.76  هكتار.ويبلغ عدد سكانها حوالي 25600 نسمة (حسب مراجعة المخطط التوجيهي للتهيئة والتعمير سنة 2014) وهي واحدة من أكبر بلديات الولاية من حيث عدد السكان.
بلدية اليشير هي من البلديات الاستراتيجية للولاية بحكم موقعها وهي محل نزوح من جميع البلديات المجاورة لها. مما جعل من التركيبة البشرية للبلدية متعددة من حيث الثقافات والسيطرة والنمط المعيشي وهذا ما جعلها تمتص عجز كل هذه البلديات وهذا ان دل على شيء فانما يدل على ان احتياجات البلدية ومطالبها التي تكون جد مرتفعة على السلطات المحلية والمركزية ان تجعلها محل اهتمام بالغ يرقى بها ان تكون بلدية سياحية.
وتعتبر واحدة من أكبر بلديات البرج من حيث عدد السكان.وهي بلدية تعتمد بالدرجة الأولى على الزراعة وتربية المواشي.
وهي أكبر بلديات البرج إنتاجا لمادة اللحم.معظم سكانهامن اولاد بوحريز الدواير اولاد خلوف مزيطة وخاصة أولاد نايل المعروفين بتربية المواشي وهم يتمركزون باليشير مركز وقريتي لاشبور ومخمرة
تعتبر بلدية اليشير بوابة المدخل الغربي لمقر ولاية برج بوعريريج التي تبعدها بحوالي 12 كلم2 تقع على الطريق الوطني رقم 05 وعلى الطريق السريع شرق غرب وهي من البلديات الفتية التي انبثقت اثرى التقسيم الإداري الأخير لسنة 1984 .
تتربع على مسلحة إجمالية تقدر ب: 101.60 كلم2 ويقطنها حوالي 30000 نسمة سنة 2012
وهي واحدة من أكبر بلديات الولاية من حيث عدد السكان
والمعروفة بحدودها الإدارية التالية:
- شرقا: بلدية برج بوعريريج
- شمالا: بلدية مجانة
- غربا: بلدية المنصورة
- جنوبا: بلدية القصور
تعتبر بلدية اليشير همزة وصل بين الشرق ووسط الوطن وتمتاز بالطابع الفلاحي والتجاري سيما بيع اللحوم الحمراء والمطاعم الفاخرة.
وتحتل موقعا استراتيجيا بالنسبة للولاية مما يؤهلها أن تكون قطبا ثانيا لمدينة برج بوعريريج من حيث جلب الاستثمار العام والخاص نظرا لتوفرها على إمكانيات هامة كالأراضي الزراعية واحتوائها على الطريق المزدوج والطريق السيار شرق غرب
يمكنها من تخفيف العبء عن الولاية وذلك لطاقة استيعابها على مشاريع سكنية وتجهيزات كبرى وحتى منطقة صناعية.
تحتوي بلدية اليشير على تجمع سكني حضري مركز البلدية بالإضافة إلى خمسة تجمعات سكنية ثانوية وقرى ومداشر هي: بوعبد الله
- الذراع الأبيض.
- أولاد بوحريز
- مخمرة
-الزنونة
- القرية الفلاحية (لاشبور).

## نبذة تاريخية عن نشأة المدينة
بلدية الياشير معروفة منذ القدم بتاريخها وخصائصها الطبيعية والبشرية فالجانب التاريخي لهذه المنطقة يأخذ معالمه وأصوله انطلاقا من علم الآثار فالعديد من المعالم الأثرية توجد بالمنطقة إلى يومنا هذا ممثلة على شكل حفريات وبقايا أثرية قديمة لمختلف العصور: ما قبل التاريخ، العصر الروماني، العهد الإسلامي، والذي نميز فيه تتابع لمختلف السلالات (العزيزية الادريسية، الحمادية، الموحدين، وبنو عباس الذين هم في الأصل فروع من الإدرسيين والأتراك الذين يشكلون الأقلية في هذه المنطقة) غير أن الأصل الحقيقي لهذه المنطقة مسجل باسم بنو عباس تحت اسم عائلة الحاج محمد بن أحمد المقراني.

## الموقع
تتوضع بلدية الياشير فوق منطقة الهضاب العليا.
- شمالا: جبل مخمرة وجبل اغبول.
- جنوبا: جبل قناتر.
- تتخلل الجهة الشرقية لبلدية الياشير وديان عديدة: لشبور، صوندا، أم زعوشة، سوليت، مخمرة، عين سي لعربي.
- في الجهة الغربية: توبا، فريج، مريج.

## إداريا
تنتمي بلدية الياشير من الناحية الجغرافية للمناطق الداخلية للجزائر، أما إداريا فهي تابعة لدائرة مجانة ولاية برج بوعريريج. أما الحدود الإدارية لبلدية الياشير فهي كالتالي:
- الشمال: بلدية مجانة.
- الجنوب: بلدية القصور.
- الشرق: بلدية برج بوعريريج.
- الغرب: بلدية منصورة.

تقع بلدية الياشير بين خطي طول 4.63 شرقا و 4.30 غربا، وعلى دائرتي عرض 36.06 شمالا.

## المـــناخ
تمتاز بلدية اليشير بمناخ شبه قاري حار وجاف صيفا بارد وممطر شتاء
المعدل السنوي للامطار حوالي 400ملم.

## المصالح الحكومية
المصالح الموجودة على مستوى البلدية:
- ثانوية
- مستوصف
- البلدية
- مكتبة البلدية
- الضمان الاجتماعي
- البريد والمواصلات
- عيادة خاصة (بورنان)
- ملعب
- مركز التكوين المهني والتمهين.
- 4 متوسطات (إكماليات)
- 14 ابتدائية

## الســـكن
يوجد بالبلدية 950 مسكن اجتماعي 200 سكن تساهمي.

## الشؤون الاجتماعية
سعت البلدية بتوفرها على بنك معلوماتي يخص جميع الجوانب والتجسيد الفعلي للعدالة الاجتماعية حسب التشكيلة البشرية للبلدية تتمثل في احصاء الفقراء والمساكين والمعوزين والعاطلين عن العمل والمسنين...الخ وسعت البلدية إلى هيكلة جديدة للجان الاحياء لتقديم المساعدات الاجتماعية خلال كل المناسبات منها تقديم قفة رمضان واختتان الأطفال المحتاجين كما يساهم المجلس البلدي دوما في احياء المناسبات الدينية والوطنية

## الشؤون الثقافية والرياضية
تفتقر البلدية لادنى المرافق الضرورية للشباب في الميادين الثقافية والرياضية إذ يمثل عنصر الشباب بالبلدية نسبة 70% والذي من واجب المسؤولين سواء على المستوى المحلي أو المركزي التفكير في المحافظة على توازنه وذلك بتوفير ادنى شروط الاستقبال في انجاز هياكل للشباب عوضا ان يكون عرضة للافات الاجتماعية.